# Шатиркольська збагачувальна фабрика
Шатиркольська збагачувальна фабрика – підприємство гірничодобувної галузі, що споруджується на півдні Казахстану.
Руда, отримана під час розробки належного концерну «Казахмис» родовища Шатирколь, тривалий час вивозилась на переробку до розташованої за півтисячі кілометрів Балхашської збагачувальної фабрики. На початку 2020-х вирішили ввести в розробку розташоване неподалік родовище Жайсан, при цьому з метою оптимізації транспортних витрат узялись за проект Шатиркольської збагачувальної фабрики, яка б обслуговувала Шатирколь-Жайсанський виробничий кластер. Потужність нової фабрики становитиме 1,2 млн тон руди на рік.
Запуск Шатиркольської збагачувальної фабрики запланований на 2024 рік.